# Lepanthes columbar
Lepanthes columbar är en orkidéart som beskrevs av Carlyle August Luer. Lepanthes columbar ingår i släktet Lepanthes och familjen orkidéer.
Artens utbredningsområde är Ecuador. Inga underarter finns listade i Catalogue of Life.